# Edward Caton
Edward Caton (* 3. April 1900 in Sankt Petersburg, Russisches Kaiserreich; † 22. Oktober 1981 in New York City) war ein US-amerikanischer Tänzer, Ballettlehrer und Choreograph. 

## Leben und Wirken
Caton wurde in Sankt Petersburg geboren, wo sein Vater als Stallmeister des Zaren arbeitete. Von Fjodor Schaljapin ermutigt, der ein Freund der Familie war, nahm er privaten Ballettunterricht bei Lydia Nelidova und Agrippina Vaganova. Während der Oktoberrevolution kehrte die Familie in die USA zurück, und ab 1920 tanzte Caton u. a. in Anna Pawlownas Truppe, im Chicago Opera Ballet, dem Philadelphia Ballet, dem Mordkin Ballet (1938) und zwischen 1940 und 1942 im Ballet Theater.
1942 bis 1943 unterrichtete er als Gast bei den Ballets Russes de Monte Carlo. In den USA unterrichtete er an verschiedenen Schulen. Zu seinen Schülern zählten Agnes de Mille, Cynthia Gregory und Marianna Tcherkassky. Mit seinem Adoptivsohn Gyles Fontaine und Eric Wolff gründete er 1976 die Aegis Universal Dance and Performance Group, eine multimediale Gruppe, in der er bis kurz vor seinem Tod kleinere Rollen übernahm.
Als Choreograph war Caton u. a. erfolgreich mit Sebastian nach der Komposition von Gian Carlo Menotti, einem Ballett, das 1944 vom Grand Ballet du Marquis de Cuevas mit Viola Essen und Francisco Moncion in den Hauptrollen aufgeführt wurde, Lola Montez für das Ballet Russe de Monte Carlo (1947) und Triptych für das Ballet Theater (1952).
Caton wirkte 1979 in Rosa von Praunheims Film Tally Brown, New York mit.